# Papuk
Papuk este o arie protejată (arie de protecție specială avifaunistică — SPA) din Croația întinsă pe o suprafață de 37.384,94 ha, integral pe uscat.

## Localizare
Centrul sitului Papuk este situat la coordonatele 45°30′36″N 17°40′53″E / 45.510132°N 17.681305°E.

## Înființare
Situl Papuk a fost declarat arie de protecție specială avifaunistică în iulie 2013 pentru a proteja 11 specii de animale.

## Biodiversitate
Situată în ecoregiunea continentală, aria protejată nu include niciun habitat protejat.
La baza desemnării sitului se află mai multe specii protejate de  păsări (11): barză neagră (Ciconia nigra), porumbel de scorbură (Columba oenas), cristeiul de câmp (Crex crex), ciocănitoare cu spate alb (Dendrocopos leucotos), ciocănitoarea de stejar (Dendrocopos medius), ciocănitoare neagră (Dryocopus martius), muscar-gulerat (Ficedula albicollis), muscar (Ficedula parva), acvilă pitică (Hieraaetus pennatus), viespar (Pernis apivorus), ciocănitoare verzuie (Picus canus).